# Malguénac
Malguénac é uma comuna francesa na região administrativa da Bretanha, no departamento Morbihan. Estende-se por uma área de 38,83 km². Em 2010 a comuna tinha 1 908 habitantes (densidade: 49,1 hab./km²).